# 富蘭克林斯普林斯 (紐約州)
富蘭克林斯普林斯（英語：Franklin Springs）是位於美國紐約州奧奈達縣的非建制地區。

## 歷史
富蘭克林斯普林斯的郵局自1898年營運至今。

## 地理
富蘭克林斯普林斯所處的海拔為高於海平面192米（即630英呎），而該地所採用的時區為UTC-5，即北美东部时区（EST）。同時該地設有夏令時間，為UTC-5調快一小時，即UTC-4（EDT）。